# حزب تركيا الجديدة
حزب تركيا الجديدة (بالتركية: Yeni Türkiye Partisi, YTP)‏، حزب سياسي تركي منشق عن حزب اليسار الديقراطي، وكان من المدافعين عن انضمام تركيا إلى الاتحاد الأوروبي.

## التاريخ
تشكل الحزب في 22 يوليو 2002 بقيادة وزير الخارجية السابق إسماعيل جيم. ويتبنى الحزب التوجه اليساري،على الرغم من كون مؤسسه ومنذ توليه حقيبة وزارة الخارجية يُظهر ميلاً كبيراً نحو الليبرالية «اليسار الليبرالي».
وقد أُنشأ الحزب نتيجة انشقاق كل من إسماعيل جيم وحسام الدين أوزكان (نائب رئيس الوزراء، والذراع الأيمن لبولنت أجاويد آنذاك) وكمال درويش (وزير الشؤون الاقتصادية سابقاً) وسبعة وزراء آخرين، عن حزب اليسار الديقراطي. بعدما لم يستجب حزبهم السابق لدعواتهم للتجديد، في ظل تمسك بولنت أجاويد بقيادة الحزب رغم مرضه، بالإضافة إلى نفوذ زوجته رهشان أجاويد.
وقد أعلنوا -بدعم نحو ستين نائباً- انسحابهم من الفريق البرلماني لحزب اليسار الديقراطي، ورغبتهم للعمل على ضم تركيا إلى الاتحاد الأوروبي وتطوير البلد اقتصادياً وتوسيع نطاق الحريات سياسياً وثقافياً. وكان لإنشاء حزب تركيا الجديدة أثر في الأزمة على مستوى اليسار التركي عامة وعلى مستوى حزب اليسار الديمقراطي خاصة، فقد اتهمهم بولنت أجاويد بلعب دور تخريبي في حركة اليسار، والسعي للتقرب من الغرب.
وبعد فشله في الانتخابات التشريعية المجراة في 3 نوفمبر 2002 وحصوله على 1.15% من الأصوات، تعرض لمشاكل وتصدعات كان أهمها انفصل كمال درويش عنه. وتم حل الحزب الحزب سريعاً في الانتخابات المحلية عام 2004 واندمج مع حزب الشعب الجمهوري.